# Josep Maria Esquerdo i Zaragoza

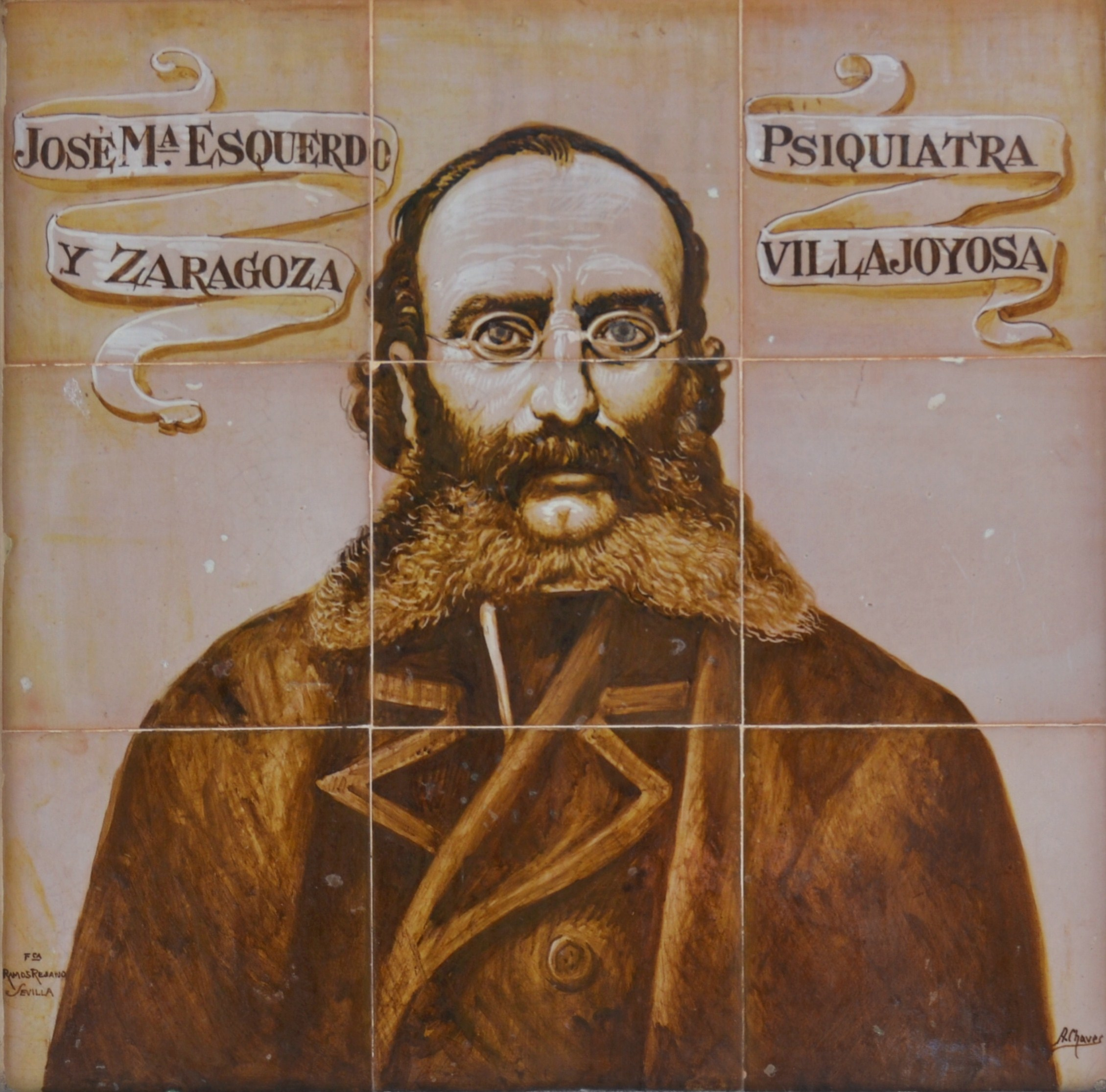
Josep Maria Esquerdo i Zaragoza

Josep Maria Esquerdo i Zaragoza (la Vila Joiosa, Marina Baixa, 1 de febrer de 1842 - Madrid, 30 de gener de 1912) va ser un psiquiatre i polític republicà valencià. Com a metge, es va interessar especialment per l'assistència als malalts mentals i els problemes jurídics que plantegen.
Va començar els seus estudis de Medicina a València, però els va continuar i va acabar a Madrid, on es va doctorar en 1865. Durant els seus estudis, va ser influït per Pere Mata, qui li va transmetre l'interès per la psiquiatria i pels problema jurídics plantejats pels malalts mentals.
En 1868 va obtenir plaça de cirurgià a l'Hospital Provincial de Madrid. Va ser professor de la Facultat de Medicina de la Universitat de Madrid, on es va encarregar del curs lliure de Patologia General i Malalties Mentals. No va acceptar la proposta del seu amic, el republicà Manuel Ruiz Zorrilla, ministre de Foment després de la revolució de 1868, per nomenar-lo catedràtic oficial. Va formar part també de l'organització de la «Escuela Teórico-Práctica de Medicina y Cirugía» de la Beneficència Provincial de Madrid, on ensenyaria l'especialitat de psiquiatria. També col·laborà a l'«Escuela Práctica Libre de Medicina y Cirugía» situada al Museu Antropològic de Madrid, on impartí una sèrie de lliçons publicades el 1878 amb el títol Conferencias sobre las enfermedades mentales.
Va introduir a Espanya la neuropsiquiatria i la teràpia ocupacional. En 1877 va fundar un famós sanatori mental, el Sanatori Esquerdo, a Carabanchel, notable pel teatre en què els interns i els cuidadors representaven obres dramàtiques i on va eliminar el tractament coercitiu extrem dels sanatoris de l'època, substituint-lo per una assistència a càrrec de metges i infermers adequadament instruïts. Esquerdo sent llàstima pel pertorbat i vol redimir-lo ja que pensa que sense la deguda assistència és un criminal en potència. També investiga l'"stress" ocasionat pel fort ritme de la vida urbana i les grans aglomeracions de ciutadans (Llorca, 1984).
Membre del Partit Republicà Progressista fundat per Manuel Ruiz Zorrilla i Salmerón, va ser triat regidor (1892) i diputat per Madrid a les eleccions generals espanyoles de 1893. Va ser nomenat cap nacional del partit el 1895, a la mort de Ruiz Zorrilla. En 1897 va fundar, juntament amb altres destacats polítics, la Unió Republicana Nacional. A les eleccions generals espanyoles de 1910 va presidir una coalició de republicans i socialistes, amb la qual va ser elegit diputat per Madrid juntament amb Pablo Iglesias i Benito Pérez Galdós. Hom també li atribueix la participació en els fets de 1910 a Portugal que va portar la Primera República de Portugal.
Va morir el 30 de gener de 1912, a la seva casa de Madrid, en el número 29 del Carrer Serrano. Va ser enterrat en la Sacramental de San Lorenzo i San José, a Carabanchel Bajo.
Els testimoniatges sobre el doctor són nombrosos: Esquerdo va portar a la psiquiatria espanyola la intuïció mediterrània, que endevina el que encara no es pot saber, i el primer gest d'alliberament del boig, infonent-li en la seva assistència aquell bell i càndid esperit de generositat liberal i laica.
Avui dia la figura d'Esquerdo resta en un relatiu desconeixement públic. És un home que destaca en molts fronts, inclòs el polític, ja que considera que la política és fer medicina en gran. Aquest personatge dona nom a un carrer de la ciutat de Madrid: el carrer del Doctor Esquerdo al districte de Retiro, a l'est del centre de la capital.